# The Conversation (sitio web)
The Conversation es un medio de comunicación sin ánimo de lucro que publica noticias e investigaciones en línea , incluyendo la opinión y el análisis de expertos. Los artículos están escritos exclusivamente por académicos e investigadores bajo licencia Creative Commons gratuita, lo que permite su reutilización sin modificaciones. Su modelo es descrito como periodismo explicativo. Salvo en "circunstancias excepcionales", solo publica artículos de "académicos empleados o vinculados formalmente con instituciones acreditadas, incluidas universidades y organismos de investigación acreditados".: 8 
Su lanzamiento se produjo en Australia en marzo de 2011. Desde ese momento, este periódico digital se ha expandido globalmente con diferentes ediciones locales. En 2019, The Conversation informó de una audiencia en línea mensual de 19,7 millones de usuarios y un alcance combinado de 50,7 millones de personas al incluir reediciones. El sitio tenía en plantilla a más de 150 empleados a tiempo completo desde 2020.
Cada edición regional o nacional de The Conversation es una organización benéfica o sin ánimo de lucro independiente. Se financia por diferentes fuentes: a través de universidades asociadas y agrupaciones de universidades, gobiernos y otros organismos que otorgan subvenciones, socios corporativos y donaciones de lectores.

## Historia

### Lanzamiento
The Conversation fue cofundado por Andrew Jaspan y Jack Rejtman, y su lanzamiento tuvo lugar en Australia en marzo de 2011.
Jaspan planteó en 2009 por primera vez el concepto de The Conversation a Glyn Davis, vicerrector de la Universidad de Melbourne. Jaspan escribió un informe para el departamento de comunicación de su universidad sobre el compromiso de la misma con el público, con el objetivo de hacer visible la universidad como "una enorme sala de redacción", con académicos e investigadores que proporcionan en colaboración contenido experto e informado relativo  a las noticias y los principales temas de actualidad. Esta visión se convirtió en el modelo de The Conversation.
Jaspan y Rejtman recibieron el apoyo de la Universidad de Melbourne a mediados de 2009, dándoles tiempo para incubar un modelo de negocio. En febrero de 2010 ya lo habían desarrollado, así como su marca e identidad comercial, que lanzaron a posibles socios a través de un Memorándum de Información en febrero de 2010.
Los fundadores obtuvieron financiación por un valor de 10 millones de dólares provenientes de cuatro universidades (Melbourne, Monash, Universidad Nacional de Australia, Universidad de Australia Occidental), CSIRO, el Gobierno del Estado de Victoria, el Gobierno Federal de Australia y el Commonwealth Bank of Australia.  The Conversation Media Group abrió sus oficinas en Carlton en noviembre de 2010 con una plantilla reducida y se lanzó al público en marzo de 2011.[cita requerida]

### Renuncia de Andrew Jaspan
En marzo de 2017, Andrew Jaspan renunció como director ejecutivo y editor, seis meses después de serle impuesto un despido forzoso, motivado por las reclamaciones del personal directivo en Melbourne sobre su estilo de gestión y el tipo de dirección global del grupo. La gerencia de las oficinas del Reino Unido, de EE. UU. y de África también envió una carta de censura a Conversation Media Group solicitando que Jaspan dejara de tener un papel activo en el futuro.

## Contenido
Los artículos son escritos por investigadores académicos en sus respectivas áreas de especialización. Presentan temas o se les encargan la escritura sobre un tema específico en el que sean expertos en la materia, incluyendo artículos sobre eventos de actualidad. La plantilla propia de The Conversation edita posteriormente estos artículos, asegurando un equilibrio entre el que sean accesibles a los potenciales lectores y el rigor académico. Los editores que trabajan para el sitio suelen tener experiencia previa profesional en medios de comunicación tradicionales. Los autores originales revisan posteriormente la versión editada. Los temas de los artículos incluyen política, sociedad, salud, ciencia y medio ambiente. Los autores están obligados a revelar cualquier tipo de conflicto de interés. Todos los artículos se publican bajo una licencia Creative Commons Reconocimiento/Sin derivados.

### Comprobación de hechos
El sitio a menudo publica verificaciones de hechos que son contrastadas por académicos de algunas de las principales universidades, y posteriormente son revisadas por pares por otro académico que analiza la  precisión de la verificación de los hechos.
En 2016, la unidad FactCheck de The Conversation obtuvo la acreditación de International Fact-Checking Network, una asociación de verificadores de hechos alojada en el Instituto Poynter en los EE. UU Los criterios de evaluación requieren imparcialidad y transparencia en la financiación, fuentes y métodos, y un compromiso para realizar correcciones abiertas y honestas.

### Tecnología
The Conversation utiliza un sistema de administración de contenido y publicación personalizado integrado en Ruby on Rails. Este sistema permite, tanto a los autores como a los editores, colaborar en la redacción de los artículos en tiempo real. Los artículos se vinculan a los perfiles de los autores, incluyendo las declaraciones de divulgación, y los currículum personales que muestran el compromiso de los autores con el público. El objetivo de ello es alentar a los autores a familiarizarse más con las redes sociales y con su audiencia.

## Ediciones internacionales
Cada edición de The Conversation tiene una parte de contenido único, un editor en jefe y una junta de asesores. Desde su primera edición australiana con sede en Melbourne, The Conversation se ha expandido a otros lugares del mundo, disponiendo en la actualidad de ocho ediciones diferentes, y funcionando en varios idiomas.
Entre las mismas, se incluye la versión del Reino Unido  que apareció en 2013, la de Estados Unidos en 2014, la de África y Francia en 2015, la de Canadá, Indonesia y Nueva Zelanda en 2017, España en 2018, y Europa. El sitio web también cuenta con personal internacional.
En 2018, el 36% de sus lectores provenían de Australia, el 29% de los Estados Unidos de América, el 7% en el Reino Unido, el 4% en Canadá y el 24% de otros lugares.
| Edición        | Año de lanzamiento | Editor            | Gerente                                            | Número de editores |
| -------------- | ------------------ | ----------------- | -------------------------------------------------- | ------------------ |
| Australia      | 2011               | Misha Ketchell    | Lisa Watts (CEO)                                   | 24                 |
| Reino Unido    | 2013               | Jo Adetunji       | Chris Esperando (CEO)                              | 23                 |
| Estados Unidos | 2014               | Beth Daley        | Bruce Wilson (Director de Innovación y Desarrollo) | 17                 |
| África         | 2015               | Carolina Southey  | Alexandra Storey (Gerente General)                 | 13                 |
| Francia        | 2015               | Fabrice Rousselot | Caroline Nourry (Directriz general)                | 12                 |
| Canadá         | 2017               | Scott Blanco      |                                                    | 9                  |
| Indonesia      | 2017               | Prodita Sabarini  |                                                    | 7                  |
| Nueva Zelanda  | 2017               | Verónica Meduna   |                                                    |                    |
| España         | 2018               | Rafa Sarralde     | Miguel Castro (Secretario General)                 | 8                  |
| Europa         | 2023               | Natalie Sauer     |                                                    |                    |

En el conjunto de la red, las noticias encargadas por The Conversation se republican en 90 países, en 23 idiomas y se leen más de 50,7 millones de veces al mes.

### The conversationÁfrica
The Conversation lanzó una edición africana en mayo de 2015. Se lanzó en Johannesburgo. En su primer año, fue respaldado por 21 universidades africanas y por 240 académicos que contribuyeron al proyecto. Tiene oficinas en Kenia, Senegal, Nigeria, Sudáfrica y Ghana. En 2021, la mayoría de los autores que publicaron contenido en The Conversation África pertenecían a universidades sudafricanas, centrándose inicialmente el contenido del sitio web en Sudáfrica. La Fundación Bill y Melinda Gates aportó una financiación de tres millones de dólares.

### The conversationCanadá
La edición canadiense de The Conversation fue cofundada el 26 de junio de 2017 por Alfred Hermida y Mary Lynn Young, profesores asociados en el campo del periodismo en la Universidad de Columbia Británica. La financiación del lanzamiento se proporcionó en parte en forma de una subvención de 200.000 dólares aportados por el Consejo de Investigación de Ciencias Sociales y Humanidades. Universities Canada se unió al proyecto como patrocinador estratégico y se asoció con varias universidades canadienses, como la Universidad de Toronto. El editor fundador de The Conversation Canada es Scott White, ex editor en jefe de The Canadian Press. Una edición canadiense en francés, La Conversation Canada, vio la luz en 2018.

### The conversationFrancia
La edición francesa del sitio web se lanzó en septiembre de 2015. Tiene su sede en París, Francia. Didier Pourguery fue el primer editor de la edición francesa. Fabrice Rousselot fue su director de publicación. Anteriormente trabajó para Liberation. Recibió el respaldo inicial de instituciones académicas francesas, incluyendo la Universidad de Lorena, la Conferencia de presidentes de universidades de Francia, la Universidad de Ciencias y Letras de París y el Institut Universitaire de France. Su presupuesto inicial fue de un millón de euros.

### The conversationReino Unido
Andrew Jaspan aseguró la financiación inicial para permitir el lanzamiento de The Conversation en el Reino Unido en 2012. Se lanzó en el Reino Unido el 16 de mayo de 2013 con Jonathan Hyams como director ejecutivo, Stephen Khan como editor y Max Landry como director de operaciones, junto con el cofundador, Andrew Jaspan. Tenía trece miembros fundadores, incluyendo la City y la Universidad de Londres. El presidente de la ciudad, el profesor Sir Paul Curran, presidió su consejo de administración. Landry reemplazó a Hyams como director ejecutivo poco después del lanzamiento.
En febrero de 2014, The Conversation obtuvo financiación adicional de instituciones académicas de investigación, incluyendo Research Councils UK y SAGE Publishing. Posteriormente se contrataron a seis editores adicionales y se amplió la cobertura temática de la edición del Reino Unido. En agosto de 2014, la sucursal del Reino Unido publicó artículos escritos por un total de casi 3000 académicos. Los socios crecieron hasta alcanzar más de 80 universidades en el Reino Unido y Europa, incluyendo las universidades de Cambridge, Oxford y Trinity College Dublin. Hasta 2019 se habían publicado 24.000 artículos escritos por 14.000 académicos. En abril de 2018, se nombró al exejecutivo de la BBC y AP Chris Waiting como su nuevo director ejecutivo. The Conversation UK está financiado en un 90 por ciento por universidades asociadas, aportando fondos adicionales el Higher Education Funding Council for England y Wellcome Trust. En 2019, el sitio se convirtió en miembro de Independent Monitor for the Press, un regulador de prensa independiente.

### The conversationEE. UU.
Andrew Jaspan fue seleccionado en 2012 para llevar The Conversation a los Estados Unidos. Thomas Fiedler, entonces decano de la Facultad de Comunicación de la Universidad de Boston, se ofreció a albergar The Conversation US y proporcionar espacio para la primera sala de redacción. Con una universidad base ya establecida, pudo recaudar 2,3 millones de dólares de financiación para su  lanzamiento. La edición estadounidense de The Conversation se publicó por primera vez el 21 de octubre de 2014, inicialmente dirigida por Jaspan como director ejecutivo de EE. UU., Margaret Drain como editora y Bruce Wilson a cargo del desarrollo y las relaciones universitarias. El proyecto piloto estadounidense fue apoyado por el Instituto Médico Howard Hughes, la Fundación Alfred P. Sloan, la Fundación Robert Wood Johnson, la Fundación William and Flora Hewlett y otras cuatro fundaciones. Beth Daley fue nombrada editora y gerente general en marzo de 2019, cuando Maria Balinska se transfirió a la Comisión Fulbright de EE. UU. y el Reino Unido. La edición estadounidense de The Conversation tuvo su base inicialmente en la Universidad de Boston, y esa fue su primera universidad asociada. Más tarde abrió oficinas en Atlanta y en Nueva York. Otras instituciones asociadas incluyen la Universidad de Harvard y el MIT.

### The conversationEspaña
La edición española de The conversation está radicada en Madrid. Las instituciones fundacionales fueron el Consejo Superior de Investigaciones Científicas, Conferencia de Rectores de las Universidades Españolas, IE University, Universidad Camilo José Cela, Universidad de Alcalá, Universidad de Buenos Aires, Universidad del País Vasco / Euskal Herriko Unibertsitatea, Universidad de Oviedo, Universidad de Salamanca, Universidad Nebrija y Universidad Politécnica de Madrid. Los socios estratégicos son Fundación Lilly, Fundación para el conocimiento madri+d y Fundación Telefónica. Los colaboradores son la Asociación española de comunicación científica, Asociación española de fundaciones, Casa África, Real Instituto Elcano, Sociedad española de epidemiología y la Unión de editoriales españolas universitarias (UNE). Las instituciones colaboradoras son el Centro Reina Sofía sobre Adolescencia y Juventud, Fisabio, IMDEA agua, IMDEA alimentación, IMDEA energía, IMDEA materiales, Instituto de Salud Carlos III, IMDEA, UNED, Universidad Internacional de La Rioja, Universidad Internacional de La Rioja, Universidad Carlos III, Universidad CEU San Pablo, Universidad Complutense de Madrid, Universidad de Almería, Universidad de Castilla-La Mancha, Universidad de Deusto, Universidad de Córdoba, Universidad de Granada, Universidad de Huelva, Universidad de Jaén, Universidad de La Rioja, Universidad de Las Palmas de Gran Canaria, Universidad de León, Universidad de Málaga, Universidad de Murcia, Universidad de Navarra, Universidad de Santiago de Compostela, Universidad de Sevilla, Universidad de Valladolid, Universidad de Zaragoza, Universidad da Coruña, Universidad de Vigo, Universidad Internacional de Valencia, Universidad Loyola (Andalucía), Universidad Miguel Hernández, Universidad Pablo de Olavide, Universidad Pontificia Comillas, Universidad Pública de Navarra, Universidad Rey Juan Carlos, Universidad de Barcelona, Universidad de les Islas Baleares, Universidad de Lérida, Universidad de Valencia, Universidad de Vic - Universidad Central de Cataluña, Universidad Internacional de Cataluña, Universidad Jaime I, Universidad Politécnica de Cataluña - Barcelona Tech, Universidad Politécnica de Valencia y Universidad Abierta de Cataluña.

## Impacto en otros medios
Los artículos publicados originalmente en The Conversation son republicados regularmente por los principales medios de comunicación, incluyendo a periódicos como The New York Times, The Guardian, The Washington Post y CNN. En conjunto, más de 20.000 publicaciones republican sus artículos. A partir de 2015, alrededor del 80 por ciento de los lectores del sitio no tenían antecedentes académicos.
The Conversation ha sido descrito en Public Understanding of Science como "una combinación de comunicación científica, comunicación al público de la ciencia y periodismo científico, y un lugar de convergencia entre los mundos profesionales de la ciencia y el periodismo".

## Otras lecturas
- Jaspan, Andrew (2014). «A brief journey in search of trusted information». A Love of Ideas. Albert Park, Vic.: Future Leaders. pp. 165-176. ISBN 978-0-9874807-2-9. OCLC 868564109.
- Pourquery, Didier (1 de diciembre de 2019). «The Conversation, phare dans la nuit médiatique ?» [The Conversation, beacon in the media night?]. Le Journal de L'École de Paris du Management (en francés) 140 (6): 15-21. ISSN 1253-2711.
- Hermida, Alfred; Varano, Lisa; Young, Mary Lynn (21 de julio de 2022). «The University as a "Giant Newsroom": Not-for-profit journalism during COVID-19».  En Ferrucci, Patrick; Eldridge II, eds. The Institutions Changing Journalism: Barbarians Inside the Gate (en inglés). Taylor & Francis, Routledge. ISBN 978-1-000-61575-3. doi:10.4324/9781003140399-6.
- Robin, Myriam (11 de junio de 2014). «How "The Conversation" is slowly taking over the world». Crikey.